# Phil Mulkey
Philip Roy „Phil“ Mulkey (* 7. Januar 1933 in Monett, Missouri; † 17. September 2022) war ein US-amerikanischer Zehnkämpfer.
Bei den Panamerikanischen Spielen 1959 in Chicago gewann er Silber. Bei den Olympischen Spielen 1960 in Rom gab er nach der siebten Disziplin des Zehnkampfs auf.
Seine persönliche Bestleistung von 8709 Punkten (8049 Punkte in der heutigen Wertung) stellte er am 17. Juni 1961 in Memphis auf.
Nach seiner aktiven Zeit als Zehnkämpfer war er als Leichtathletiktrainer an der Altamont School in Birmingham, Alabama tätig. Während des Koreakriegs diente er bei den United States Marine Corps.